# Pascual Ortiz Rubio

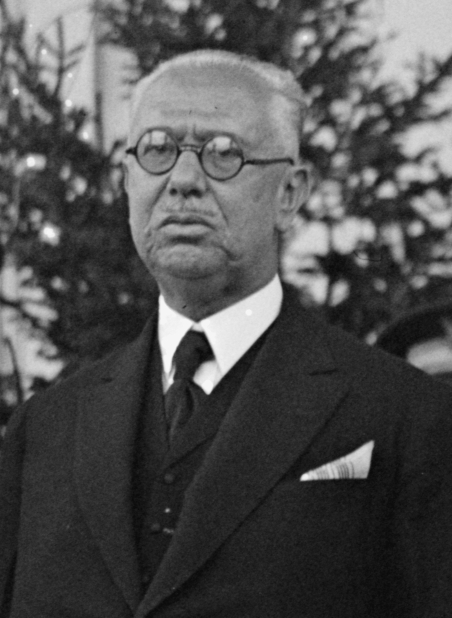
Pascual Ortiz Rubio
(1929)

Pascuel Ortiz Rubio (Morelia, 10 maart 1877 - Mexico-Stad, 4 november 1963) was een Mexicaans politicus, militair en diplomaat. Hij was president van Mexico van 1930 tot 1932. Ortiz Rubio was de eerste die voor de Nationale Revolutionaire Partij (PNR) tot president werd gekozen maar was in feite een marionet van Plutarco Elías Calles.

## Vroege jaren
Ortiz Rubio was aanvankelijk ingenieur en topograaf. In 1910 sloot hij zich aan bij de Mexicaanse revolutionairen die tegen president Porfirio Díaz streden en hem in 1911 wisten te verdrijven. Na de staatsgreep van Victoriano Huerta in 1913, sloot Ortiz Rubio zich aan bij het Constitutionele Leger dat in 1914 de overwinning behaalde en de grondwet herstelde. In 1920 sloot hij zich aan bij het Plan van Agua Prieta, waarvoor hij door de nieuwe president Álvaro Obregón werd beloond met een functie als minister van communicatie en publieke werken. Hij stapte echter al na een jaar op vanwege een conflict met Adolfo de la Huerta. In de jaren '20 gold hij als aanhanger van generaal Plutarco Elías Calles die in 1924 president van Mexico werd. Ortiz Rubio werd de Mexicaanse ambassadeur in Duitsland en later in Brazilië.

## Verkiezing
In 1928 werd hij teruggeroepen naar Mexico. Het idee was om hem een ministerspost aan te bieden, maar vanwege de politieke crisis die was ontstaan door de moord op president-elect Obregón, was er een nieuwe presidentskandidaat nodig. Hoewel Calles zijn oog had laten vallen op Aarón Sáenz, werd uiteindelijk toch gekozen voor Ortiz Rubio, daar Sáenz voor velen niet revolutionair genoeg was. Ortiz Rubio had omdat hij de voorgaande jaren in het buitenland verbleef geen eigen clientèle opgebouwd, en werd daarom als een geschikte kandidaat gezien. Zo werd hij de eerste presidentskandidaat van de pas door Calles opgerichte Nationaal Revolutionaire Partij (PNR). Ortiz Rubio nam het op tegen de vermaarde filosoof José Vasconcelos, die kandidaat was voor de Nationale Antiherverkiezingspartij (PNA) en Pedro Rodríguez Triana van de Mexicaanse Communistische Partij (PCM). De campagne van Vasconcelos werd echter op alle mogelijke manieren gedwarsboomd door de PNR. Ortiz Rubio won de verkiezingen met 93,55% waarna Vasconcelos het land ontvluchtte. Op 1 maart 1930 trad Ortiz Rubio aan.

## Presidentiële termijn
Tijdens zijn inhuldiging in het Nationaal Stadion werd een aanslag op Ortiz Rubio's leven gepleegd, die hij overleefde maar hij en zijn echtgenote hielden er een schotwond aan het gezicht aan over. De dader, Daniel Flores, werd snel opgepakt en tot de doodstraf veroordeeld, gevolgd door een grootschalige heksenjacht op (vermeende) handlangers, aanhangers van Vasconcelos of tegenstanders van de PNR.
Ortiz Rubio had gehoopt onafhankelijk te kunnen regeren, maar feitelijk was hij aan handen en voeten geboden door Calles, de jefe máximo van de PNR. De periode van Ortiz Rubio's regering wordt samen met die van zijn opvolger en zijn voorganger dan ook wel het Maximato genoemd. In 1932 kwam hij openlijk in conflict met Calles nadat hij een nieuwe directeur had benoemd voor het Algemene Ziekenhuis van Mexico-Stad die Calles niet zinde. Calles verklaarde dat geen van zijn aanhangers nog als minister onder Ortiz Rubio mocht dienen, waarna het grootste deel van zijn kabinet opstapte. Ortiz Rubio raakte politiek geïsoleerd en zag geen andere mogelijkheid dan af te treden. Hij vluchtte naar de Verenigde Staten.

## Latere jaren
Ortiz Rubio werd opgevolgd door Abelardo Luján Rodríguez, die door Calles was aangewezen en diens marionet was. Ortiz Rubio keerde in 1935, toen de macht van Calles gebroken was, terug naar Mexico. Later werd hij nog directeur van PEMEX, het Mexicaanse staatsoliebedrijf. Tot zijn dood in 1963 was Ortiz Rubio een graag geziene persoon in Mexico.
- Gemeinsame Normdatei: 1057570745
- International Standard Name Identifier: 0000 0000 2326 4448
- Library of Congress Control Number: n83157638
- Nationale Bibliotheek van Israël: 987007276112105171
- Nederlandse Thesaurus van Auteursnamen: 238265242
- Virtual International Authority File: 50604471
- WorldCat: E39PBJh8Txyx49qJmCc7KKqfbd